# Простая упаковка табачной продукции

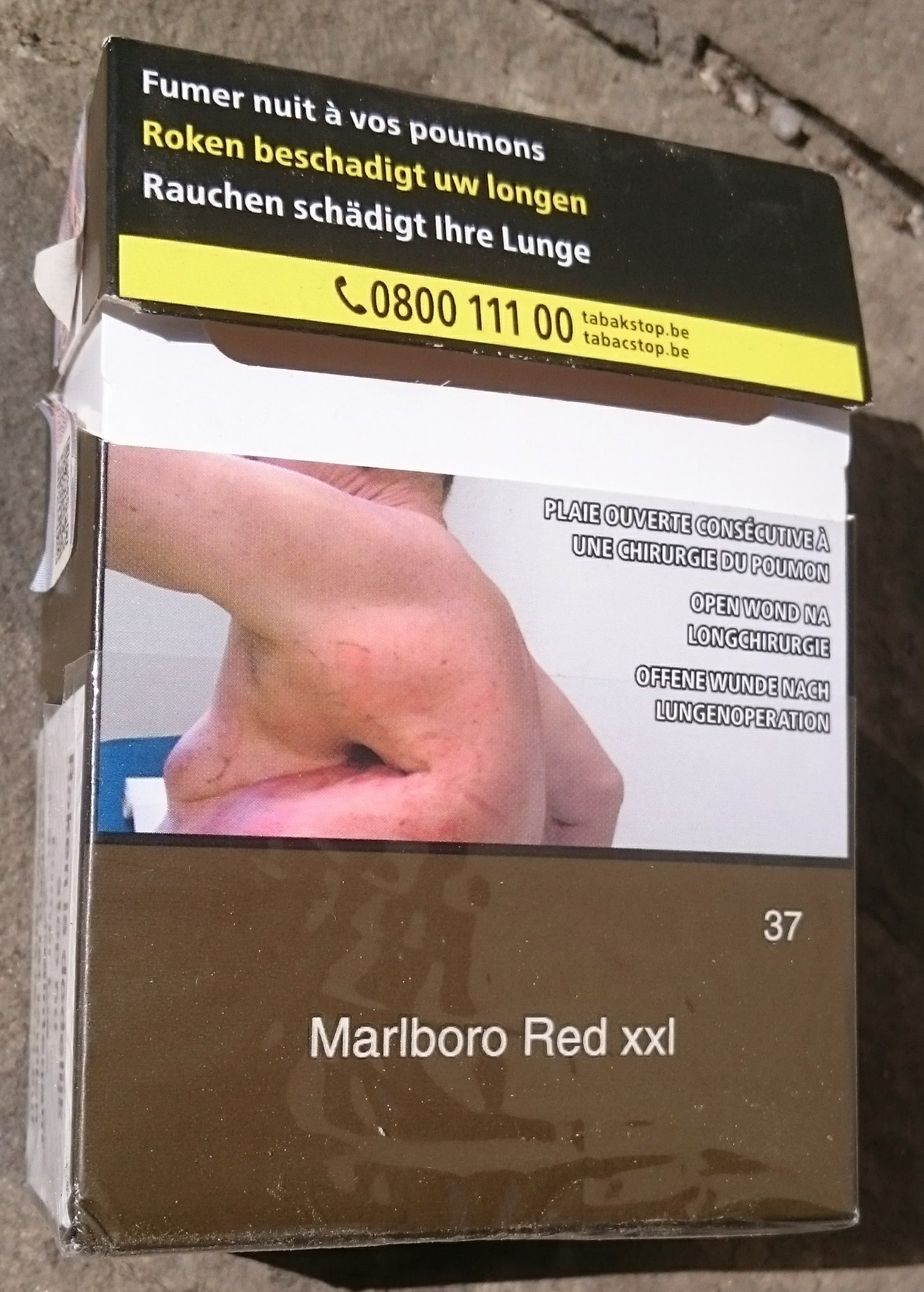
Упаковка сигарет Marlboro в Бельгии, 2020 год

Простая табачная упаковка (в разных источниках встречаются термины: простая, единая, унифицированная или стандартизированная упаковка, от англ. plain packaging, generic packaging, 
standardised packaging)  —  антитабачная мера, предусматривающая запрет на брендированную упаковку табачных изделий. Законы о стандартной упаковке запрещают красочные элементы, яркую расцветку, логотипы и рекламные изображения. Вместо этого табачную продукцию выпускают в стандартизированной по цвету упаковке (традиционно — Pantone 448 C) с названием марки, напечатанным простым шрифтом. Предупреждающие графические изображения также сохраняют.
Цель меры — сократить имиджевое продвижение табачных изделий и лишить их производителей возможности использовать дизайн для нормализации курения и создания привлекательного образа курильщика.
Табачные производители всё чаще используют дизайн в качестве рекламного механизма. С его помощью производители напрямую коммуницируют с потребителями, в частности с подростками и женщинами. Они используют оформление, чтобы стимулировать продажи. Введение норм о стандартизации упаковки позволяет сократить этот эффект и изменить отношение к курению в обществе: взрослые и подростки считают сигареты в стандартных пачках менее интересными. В отсутствие брендинга пользователи чаще негативно оценивают сам продукт, они стараются реже демонстрировать пачку окружающим. Кроме того, предупреждающие надписи смотрятся на простых упаковках более убедительно, они бросаются в глаза, их чаще запоминают.

## Предпосылки и концепция
Политика направлена на стандартизацию внешнего вида табачных изделий, чтобы снизить их привлекательность среди потребителей. Она запрещает фирменный дизайн и другие маркетинговые элементы, включая брендированную расцветку, форму, изображения и логотипы, вкладыши, аудиочипы и ароматизаторы. Название марки сохранено, но написано простым шрифтом. Также сохранены налоговые марки и предупреждения о вреде для здоровья. В большинстве стран размеры последних увеличивали одновременно с введением стандартизированной упаковки.
Цель меры — ограничить продвижение сигарет и усилить негативное отношение к курению в обществе. Антитабачные законы разных стран ограничивают продвижение табака, и упаковка становится одним из главных маркетинговых инструментов: производители создают привлекательный для курильщиков дизайн, который те регулярно демонстрируют окружающим. В среднем курильщик вынимает пачку из кармана 20—25 раз в день, демонстрируя оформление упаковки окружающим, поэтому эксперты называют фирменный дизайн «молчаливым продавцом», а упаковку — «частью наряда курильщика». British American Tobacco и Philip Morris International прогнозировали, что с усилением антитабачных мер имидж бренда будет зависеть только от дизайна упаковки. Чтобы ограничить его влияние, с начала 2000-х годов правительства разных стран вводят обязательные предупреждения и ограничения на открытые табачные витрины в магазинах.
Хотя производители заявляют, что не заинтересованы в привлечении некурящей аудитории, но эксперты установили, что дизайн пачки — один из основных стимулов к началу курения. Табачная промышленность использует упаковку, чтобы сформировать престижный образ курильщика и представление о его высоком социальном статусе. Для этого они проводят исследования в фокусных группах, подбирая наиболее привлекательные дизайнерские элементы. Обезличенная упаковка, наоборот, отталкивает некурящих и препятствует имиджевому продвижению.
Дизайнерские пачки создают положительные впечатления и эмоциональную привязанность у потребителя. Это стимулирует развитие лояльности к бренду, а также ослабляет эффективность предупреждений о вреде табака для здоровья. Табачные компании разрабатывают «крутое» или элегантное оформление, чтобы привлечь внимание молодёжи и женщин, а также укрепить имидж своего бренда.
Исследования, проведённые в Австралии, Канаде, Франции, Новой Зеландии, Великобритании и Соединённых Штатах подтвердили, что простая упаковка смотрится более «серьёзно», а значит, и предупреждения выглядят более авторитетно. Унифицированный дизайн также уменьшает возможность ввести пользователя в заблуждение. Так как молодые люди особенно восприимчивы к имиджевому продвижению, унифицированные пачки имеют значительный эффект на их пристрастии к курению. Дети же воспринимали такие упаковки как «скучные». Чтобы снизить привлекательность табачных изделий и изменить отношение к курению в целом, правительства разных стран стандартизируют внешний вид пачек.
Простой дизайн пачки соответствует статьям № 11 и № 13 Рамочной конвенции ВОЗ по борьбе против табака, которые ограничивают рекламу и вводят нормы к внешнему виду табачных изделий. Особенно важны такие ограничения в странах со средним и низкими доходами, где табачная промышленность активно продвигает свою продукцию. Но в целом мера обладает потенциалом в глобальном масштабе и способна изменить отношение общества к курению.
В разных странах стандарты к простой упаковке могут различаться. Например, в США и Канаде ещё в 1995-м исследовали влияние белой или коричневой упаковки c чёрным шрифтом. Министерство здравоохранения Новой Зеландии ещё до принятия мер в Австралии выступало за белые пачки с чёрным шрифтом, в Восточном Тиморе используют обязательную серую расцветку. Наиболее распространён коричнево-зелёный цвет Pantone 448 C, который обычно описывают как «грязный» или «самый отвратительный в природе». Установлено, что такой оттенок наименее вероятно введёт аудиторию в заблуждение относительно последствий табакокурения. Первой обезличенную упаковку этой расцветки ввела Австралия, вопреки интенсивной критике табачных компаний. Позднее стандарт продемонстрировал свою эффективность и был адаптирован другими странами.

## Распространение

Карта стран, где уже действуют меры (отмечены красным) или где они приняты на законодательном уровне (отмечены розовым), на 2020 год

Идею ввести обезличенную упаковку начали обсуждать ещё в конце 1980-х годов в Новой Зеландии. В течение последующих десятилетий  эту концепцию обсуждали правительства разных стран, был проведён ряд экспериментов, подтвердивших её эффективность. Однако табачная промышленность лоббировала отсрочки в принятии подобных мер. Первой страной в мире, внедрившей простые пачки табака, стала в декабре 2012 года Австралия. Соответствующий закон вошёл в перечень антитабачных мер, с помощью которых правительство страны стремилось снизить распространённость курения с 16,6 % в 2007 году до 10 % к 2018-му. Всемирная организация здравоохранения и Совет Австралии по борьбе с раком поддержали меры правительства, тогда как табачные производители инициировали ряд судебных разбирательств, стремящихся признать меру незаконной. Тем не менее, усилия лоббистов не увенчались успехом, и вскоре подобную практику стали вводить другие развитые страны. Например, в 2015 году в Канаде обещания ввести простую табачную упаковку даже стали одним из предвыборных заявлений либерального правительства, которое поддержало национальное онкологическое общество и антитабачное лобби. С 2014 года поправки, внесённые в законодательство Европейского союза, закрепили право  стран-членов вводить на своей территории стандартизированную упаковку. После анализа эффективности меры в национальных масштабах Великобритания, Франция, Венгрия, Норвегия, Ирландия и Словения последовали примеру Австралии. В некоторых из этих стран табачные производители также инициировали судебные процессы и проиграли. Предположительно, их жалобы являлись частью кампании табачной индустрии по отсрочке введения подобных законов в остальных странах. К другим мерам относились лоббирование, пиар-кампании, использование подставных групп активистов.
В 2019 году Таиланд первым среди стран с низким или средним доходом населения ввёл унифицированную упаковку. Но внедрение норм откладывалось в течение 7 лет из-за активного противодействия табачной индустрии. Например, Philip Morris International и различные группы псевдо-активистов утверждали, что простая упаковка является нарушением прав на товарный знак и интеллектуальную собственность. Во многих других развивающихся странах власти обсуждали соответствующее законодательство. О возможность принятия меры заявляли правительства Колумбии, Индии, Малайзии, Маврикия, Панамы, Филиппин, Шри Ланки, Чили, Эквадора, Литвы, Мексики, Украины. Среди развитых стран обсуждения о стандартной упаковке вели правительство Швеции и Швейцарии.
По состоянию на октябрь 2020 года в группу стран, принявших законы о простой упаковке, входят: Австралия, Армения, Бельгия, Великобритания и Гернси, Венгрия, Грузия, Дания, Израиль, Ирландия, Канада, Мьянма, Нидерланды, Новая Зеландия, Норвегия, Румыния, Саудовская Аравия, Сингапур, Словения, Таиланд, Турция, Уругвай, Франция, Финляндия, ЮАР. Согласно закону, принятому в Восточном Тиморе, производители имеют право сохранить стилизованное название марки, но пачки обязаны быть одного цвета.

### В России
С середины 2010-х годов в России обсуждается возможность внедрения обезличенной упаковки. За неё выступает Министерство здравоохранения, а против — представители табачной индустрии, называя эту меру «излишней и неэффективной нагрузкой для всех участников табачного рынка». Тем не менее, в мае 2021 года соответствующие нормы были перечислены в числе запланированных антитабачных мероприятий, которые утвердило правительство. Сроки исполнения меры установлены до I квартала 2024 года.

## Эффективность

### Влияние на отношение к курению
Первые эксперименты с простыми пачками начали проводить ещё в 1990-х годах. Респондентам предлагали описать характеристики табачных изделий в коммерческих или обезличенных упаковках. Вторые неизменно воспринимались как «унылые и скучные», дёшево выглядящие и снижающие привлекательность рекламного образа курильщика. В 2010-х годах эти результаты подтвердили национальные исследования в Австралии и других странах, поддержавших законы об унифицированной упаковке: согласно исследованиям, и взрослые, и подростки считают сигареты в стандартных пачках менее привлекательными. Они также реже заявляли, что считают одни бренды более «статусным» чем другие. Идентичную оценку давали респонденты после введения нормы в Великобритании и Франции. Женщины и молодые люди до 25 лет особенно часто отмечали изменения: они характеризовали дизайнерскую упаковку как стимулирующую потребление сигарет и передающую позитивные посылы о курении. И наоборот, в отсутствие брендинга пользователи чаще негативно оценивают сам продукт. Они сильнее хотят бросить курить, а у некурящих не возникает желания попробовать сигареты. Во Франции 65 % респондентов назвали меру эффективной в поощрении отказа от курения и сокращения потребления.
Другой значимый эффект от внедрения меры — ограничение возможности производителей привлекать внимание к своей продукции. В странах с запретом на фирменные пачки население хуже распознаёт элементы стилистики табачных брендов. Курильщики в Великобритании заявляли, что при использовании обезличенных упаковок сигарет чувствуют себя более смущёнными и пристыженными. Они чаще стремятся прикрыть простые пачки сигарет (кошельками, телефонами или другими предметами), когда достают их из карманов в общественных местах. По данным австралийских учёных, курильщики демонстрируют стандартную пачку на 15 % реже. В Шотландии о попытках скрыть простую упаковку сообщала половина опрошенных, преимущественно женщины. Следовательно, меньше посторонних людей видят пачки, табачная продукция реже попадается на глаза детям.
Кроме того, предупреждающие надписи смотрятся на простых упаковках более авторитетно и правдоподобно, они бросаются в глаза, их чаще запоминают. Это подтверждают опросы, проведённые в Австралии, Канаде, Франции, Новой Зеландии, Великобритании и США. Дизайн фирменных упаковок может отвлекать от графических предупреждений о вреде курения для здоровья. Стандартизированное оформление, наоборот, делает их более заметными. Чем больше внимания привлекают предупреждения о вреде табакокурения, тем эффективнее в борьбе с табачной эпидемией, так как они более заметно влияют на отношение к курению в обществе. Соответственно, после внедрения обязательной простой упаковки в стране увеличивается как негативное отношение к табачной продукции, так и к курению в целом. Особенно ощутимо нововведение сказывается на премиальном сегменте сигарет. После принятия соответствующих норм возрастает чувствительность рынка к росту цены, что увеличивает эффект от ужесточения налоговой антитабачной политики. И производители сигарет неоднократно пытались создать необычные пачки, обходящие законодательство и выделяющиеся на общем фоне.
Результатом от внедрения меры также является снижение способности дизайна вводить потребителей в заблуждение. Доказано, что ошибочные представления о безвредности одних марок в сравнении с другими существуют, несмотря на ограничения к описанию товара. Хотя вводящие в заблуждение фразы («лёгкие» или «мягкие») запрещены, производители используют цвета, чтобы сформировать у потребителя ложное представление о характеристиках продукта. Так, вице-президент Imperial Tobacco по маркетингу согласился, что очень сложно распознать сигарету по вкусу: «Положите её в упаковку и дайте название, тогда у неё появится множество характеристик». В British American Tobacco подтвердили, что вслепую пользователи не могут различить вкус разных брендов. И, например, производители используют светлые голубые и зелёные оттенки, чтобы создать ошибочное ощущение, что одни бренды безопаснее других.

### Статистика
Эффективность меры зафиксировать сложно, так как она принимается одновременно с другими  антитабачными практиками и относится к долгосрочным стратегиям. Но, например, уже через год после принятия соответствующего закона в Австралии исследователи отмечали снижение распространённости курения примерно на 0,5 %. Хотя, по некоторым данным, количество ежедневно выкуриваемых сигарет не изменилось, количество обращений желающих бросить курить в национальную службу поддержки увеличилось на 78 % уже через месяц после внедрения меры. В 2013-м количество попыток бросить курить среди австралийцев увеличилось с 20,2 % перед принятием ограничений до 26,6 % - вскоре после. Идентичная динамика наблюдалась в первый год запретов в Великобритании: процент курильщиков, которым не нравился внешний вид сигаретной пачки, увеличился более чем в три раза (с 16 % до 53 %). В 2018-м 52 % респондентов сообщали, что обращают внимание на предупреждения о влиянии сигарет на здоровье, по сравнению с 24 % двумя годами ранее. Одновременно с 32 % до 44 % выросла поддержка закона среди курильщиков. В Новой Зеландии вскоре после введения мер 75 % курильщиков негативно относилось к внешнему виду пачки сигарет (против 50 % до принятия закона); 48 % в первую очередь обращало внимание на предупреждения о вреде для здоровья (против 24 % ранее).
В длительной перспективе в странах, где действуют законы об обезличенных пачках, снижается распространённость ежедневного курения. Например, среди австралийцев в возрасте старше 18 лет показатель упал до 14,5 % в 2014—2015 годах, по сравнению с 16,1 % в 2011—2012 годах. Среди всех курильщиков в 2012—2015 годах мера позволила снизить распространённость курения на 1,1 %—6,2 %, а число взрослых ежедневных курильщиков сократилось примерно на 0,2 млн. Предположительно, благодаря внедрению обезличенной упаковки продажи сигарет в стране сократились на 67 млн сигарет в месяц, что равнялось примерно 7,5 % от национального товарооборота. Через четыре года после принятия закона в 2012-м австралийское правительство подтвердило, что эта мера помогла сократить показатели курения в стране.
Исследования в других странах также подтвердили долгосрочный положительный эффект от внедрения меры. В Великобритании через год после введения ограничений среднемесячные продажи сигарет сократились на 6,4 млн штук. Ежемесячная чистая выручка компании снизилась с 231 млн фунтов стерлингов в 2017-м до 198 млн фунтов стерлингов годом позднее.
Отсутствие привлекательного дизайна особенно сказывается на отношении старшеклассников к курению. Проведённый в 2008 году опрос молодых людей в Канаде показал, что введение простой упаковки коррелирует с возрастом начала курения. Треть респондентов считала, что сверстники с меньшей вероятностью начнут курить, если все табачные изделия будут продаваться в обезличенных пачках. Двумя годами позднее 65 % французских респондентов назвали простую упаковку эффективной в предотвращении курения среди подростков. Уже через две недели её использования молодые люди чаще заявляли о желании бросить курить. Большинство считало простые пачки сигарет «непривлекательными» (91 %) и «некрутыми» (87 %).
Данные относительно количества ежедневного курения противоречивы: одни исследования показывают, что суточное потребление сигарет существенно не отличалось до и после введения меры, другие — сообщают, что оно существенно снизилось после её внедрения.
Предположительно, стандартная упаковка имеет бо́льший эффект на молодых курильщиков, чем предупреждения о вреде курения. Так, через три года после введения меры в Австралии подростки 18 и 19 лет сообщили о значительном снижении ежедневного курения (с 3,4 % до 1,5 % и с 10,8 % до 4,6 %, соответственно). На 20 % снизилась доля учащихся средних школ и молодых людей до 24 лет, которые когда-либо пробовали курить. Количество активныхкурильщиков в возрасте 12—17 лет по состоянию на 2014-й составляло 5 %, в то время как в 2011-м их было на два процента больше. Средний возраст начала курения значительно вырос — с 15,9 лет в 2013 году до 16,3 лет в 2016-м (для сравнения в 2001-м он составлял 14,3 года). Однако, по некоторым данным, эта мера малоэффективна среди ежедневных курильщиков старше 40 лет с большим стажем табачной зависимости.
Разнятся данные исследований, спонсируемых табачной промышленностью и основанных на национальных опросах населения. Например, Philip Morris International заявлял СМИ, что потребление табака увеличивается, так как продажи компании в Австралии выросли на 0,3 % с момента введения стандартизированных пачек. Но этому противоречили собственные отчёты отрасли перед инвесторами и независимые данные исследования рынка. Согласно исследованиям Австралийского бюро статистики, объём потребляемого табака в стране к 2014-му был самым низким за всю историю изучения.

## Противодействие табачной промышленности

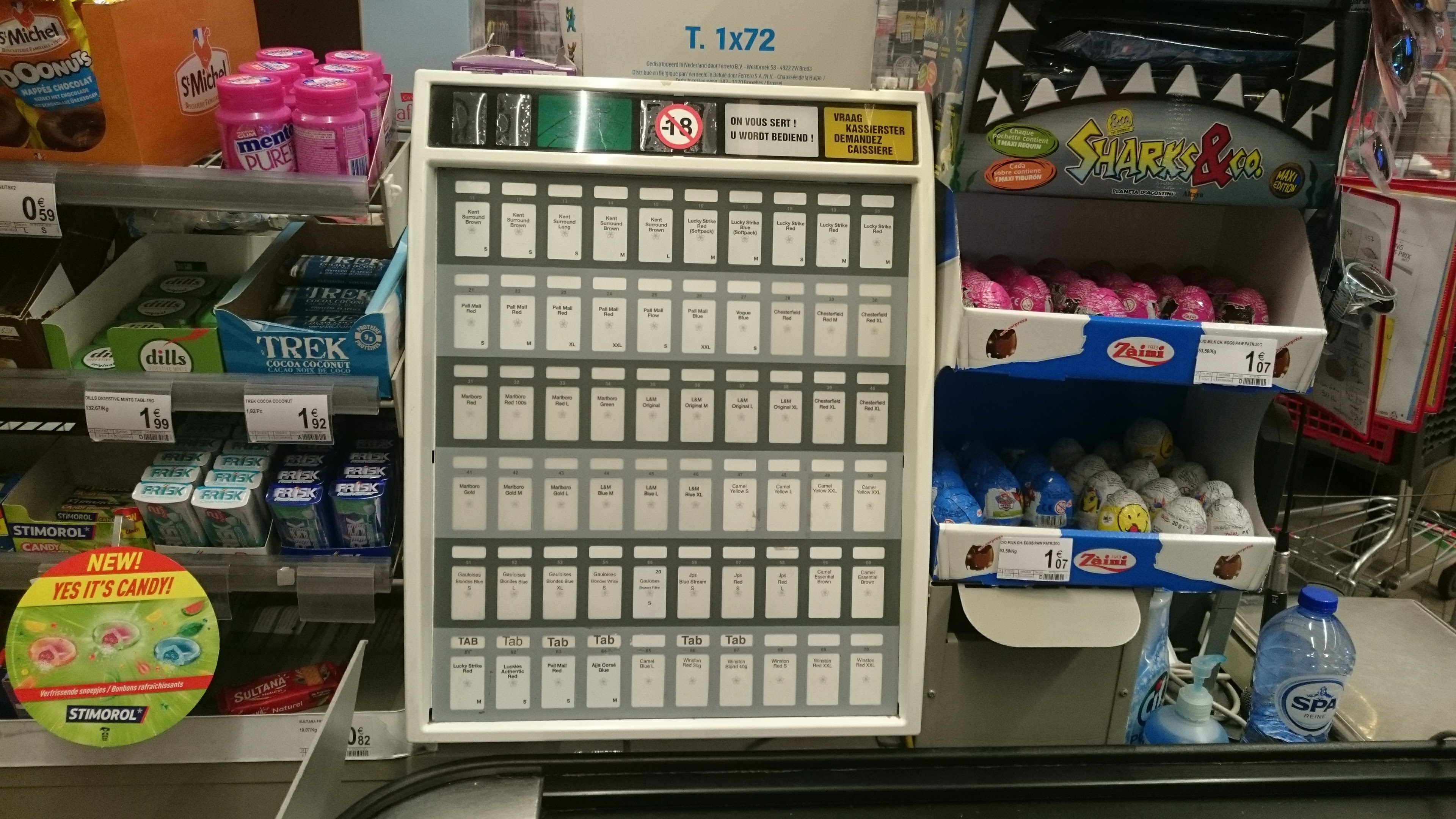
Табачная витрина с сигаретами в стандартной упаковке (выбранную пачку можно забрать в ящике справа), 2020 год

### Стратегии
Табачная промышленность стремится замедлить или помешать принятию соответствующих мер в разных странах. Например, на фоне австралийских судебных разбирательств в Новой Зеландии подписание и внедрение закона о стандартной упаковке заняло около шести лет. По мнению антитабачных активистов, активное сопротивление является косвенным доказательством эффективности меры. Представители индустрии отрицают существующие доказательства эффективности меры в снижении уровня курения. Например, директор по коммуникациям Philip Morris International Ирина Жукова заявляла, что данных об эффективности меры не существует, несмотря на многочисленные исследования в разных странах мира. Представитель British American Tobacco настаивает, что «упаковка никогда не являлась для несовершеннолетних стимулом начать курить, а для взрослых — продолжать». Противники стандартизации упаковок настаивают, что мера нарушает фундаментальные либеральные принципы на свободу выражения и право на товарный знак. Они выставляют подобные законы в СМИ как свойственные «государствам-нянькам». Они называют соответствующие законы примером социальной инженерии и приводят разные доводы в защиту своей позиции, однако эксперты отмечают несостоятельность их аргументов. ВОЗ и правительства разных стран опровергают эти заявления, основываясь на опыте государств, где подобные меры уже введены.
Представители табачной индустрии предполагают, что простая упаковка увеличивает количество подделок на рынке, так как такие пачки легче скопировать. Журналисты приводят сравнение с «Сухим законом», который не остановил людей от выпивки, а привёл к росту контрабандного алкоголя. На этом фоне генеральный директор British American Tobacco грозил снизить цены для поддержания конкурентоспособности своих марок, а представители общественных организаций, поддерживаемых табачной промышленностью, называли меры «катастрофой», так как они исключают «простейший» механизм определения оригинальной продукции. Однако эксперты ВОЗ указывают, что подделать простую пачку с графическими предупреждениями так же трудно, как и фирменную. Противодействовать незаконной торговле можно с помощью чипов и невидимых чернил на табачных изделиях. Исследования, проведённые в Австралии после принятия меры, показали, что количество подделок на рынке не изменилось. Кроме того, большинство курильщиков заявляет, что простая упаковка мало повлияет на их способность распознавать контрафактный табак.
Представители табачной индустрии заявляют, что изделия станут дешевле за счёт простой упаковки и потребление возрастёт. В частности существует предположение, что простой дизайн сместит потребление от продуктов премиум-класса к более дешёвым брендам. Но ВОЗ напоминает, что правительства могут компенсировать любое снижение цен путём повышения налогов, что соответствует статье № 6 РКБТ ВОЗ. Опыт Австралии показывает, что через год после принятия меры распространённость недорогих азиатских брендов была низкой и не увеличивалась. Производители также настаивают, что мера якобы снизит конкуренцию на рынке. Но опыт Австралии показывает, что стандартизация упаковок не препятствует появлению новых марок табачной продукции.
Табачные производители настаивают, что введение подобных мер длительно и трудоёмко. Но эксперты ВОЗ считают упрощённый дизайн более экономичным в реализации, так как меньше средств уходит на его разработку. Меры не влекут затрат для правительств, только для производителей, которые и так регулярно обновляют дизайн своих упаковок.
Табачные компании нанимают активистов, которые заявляют об экономических последствиях для типографий и поставщиков. Они уверяют, что меры негативно скажутся на доходах таких предприятий. При поддержке табачных производителей организуют сообщества розничных продавцов, например, Альянс австралийских ритейлеров, главной целью которых в действительности является не помощь малому бизнесу, а замедление принятия законов. Одна из высказываемых теорий состоит в том, что простая упаковка негативно скажется на продажах, так как работники магазинов будут долго искать нужный товар. Но исследования, проведённые в Австралии, показали, что уже через две недели продавцы привыкают к новым упаковкам и время поиска возвращается к стандартному.
Также существует мнение, что стандартизированная упаковка сигарет создаст прецедент для других вредных товаров — продуктов с большим содержанием сахара или жиров. Например, свою обеспокоенность против введения норм в Великобритании высказывали юристы компании Mars в 2014-м. Но ограничения к табачным изделиям не запрещают использование торговых марок, а только связанные с ними образы, которые табачные производители используют как рекламу. Поэтому усилия отрасли по привлечению сторонников из других коммерческих секторов обычно безрезультатны.
Когда принятие меры неизбежно, производители наращивают производство, чтобы как можно дольше удержать фирменные пачки на рынке. Например, перед подписанием соответствующих законов в Великобритании они специально увеличили производство, так как продукцию, успевшую выйти в оборот до подписания нормы в 2016-м, можно было реализовать в течение следующего года. Другая стратегия подразумевает выпуск жестяных брендированных пачек, которые курильщики могут использовать несколько раз.

### Судебные разбирательства
Во время принятия норм в Австралии табачные производители развернули активную кампанию против законопроекта. Сразу после внедрения первых норм Philip Morris Asia инициировала разбирательства в высших органах судебной власти страны. Компания заявляла, что правительство необоснованно мешает личному выбору и нарушает договорённости об интеллектуальной собственности. Представители Japan Tobacco во время разбирательств заявили, что власти «присваивают наш билборд». Они настаивали, что правительство Австралии будет вынужденно выплатить миллиарды долларов компенсации. Однако Верховный суд постановил, что в соответствии с австралийским законодательством нормы о стандартизации пачек не нарушают права интеллектуальной собственности табачных компаний. Судебный орган подчеркнул, что правительство не намеревается использовать логотипы или изображения бренда, а просто ограничит использование этих маркетинговых инструментов на пачках сигарет.
Когда ограничения к упаковке были введены в Великобритании, Philip Morris International, British American Tobacco, Imperial Tobacco и Japan Tobacco International также оспаривали нововведения. Высший суд страны отклонил их жалобу. Он признал право властей препятствовать табачной индустрии в получении прибыли за счёт использования своих товарных знаков, усугубляя тем самым табачную эпидемию. Подобное судебное разбирательство проходило в Международном центре по урегулированию инвестиционных споров в 2010-х годах между властями Уругвая и Philip Morris International. Табачная компания утверждала, что два закона Уругвая о борьбе против табака нарушили двусторонний инвестиционный договор со Швейцарией. В 2016 году судьи поддержали правительство Уругвая, отклонив все претензии PMI и обязав производителя возместить судебные издержки.
В своих исках производители зачастую ссылаются на принцип соразмерности: любое ограничение прав и свобод оправдано только в том случае, если оно эффективно для достижения своей цели. Они опровергают или игнорируют существующие доказательства эффективности мер. Например, когда Министерства здравоохранения Великобритании рекомендовало принять соответствующие законы в стране, компании British American Tobacco и Japan Tobacco International заявили, что австралийские данные не подтверждают эффективность меры, опираясь на выборочные исследования, которые спонсировал Philip Morris International. British American Tobacco также предполагает, что стандартные пачки не влияют на продажи. Представители компании опираются в своих заявлениях на спонсированные производителем исследования о влиянии предупреждений о вреде для здоровья на продажи. Аффилированные эксперты активно критикуют эти работы за методологические ошибки, избирательность и неубедительность.
Производители сигарет неоднократно обращались в международные органы с жалобами на нарушение договора ТРИПС ВТО правительствами тех стран, где введены нормы по обезличенной упаковке. Так, против Австралии споры инициировали Куба, Украина, Гондурас и Доминиканская Республика. Они заявили, что положения австралийского закона о простой упаковке табачных изделий создали «технические барьеры» для торговли и нарушили права на интеллектуальную собственность. Тем не менее, в 2018-м международный суд оправдал введение стандартизированной упаковки. В 2020 году разбирательства в Апелляционном органе Всемирной торговой организации также были завершены в пользу правительства Австралии. Международный комитет постановил, что антитабачная мера способствует достижению целей по сокращению табакокурения. Подобные нормы соответствуют международному законодательству об интеллектуальной собственности, так как его основная цель состоит в предотвращении неправомерного использования товарных знаков (то есть использования их лицами, не являющимися владельцами). Законы, стандартизирующие вид табачных изделий, не исключают права собственности на товарные знаки. Они только регулируют использование логотипов или цветов в целях общественного интереса и общественного здравоохранения. Это допускает как международное законодательство об интеллектуальной собственности, так и законодательство Европейского союза.